# Rigatino (architettura)
Il rigatino, o tratteggio, è una tecnica utilizzata in alcune tipologie di restauro, messa a punto a Roma dall'Istituto Centrale per il Restauro negli anni '40, consistente nel trattare la superfici "aggiunte" per reintegrare un manufatto artistico o architettonico (dipinti su tavola, su tela, affreschi, superfici murarie...) attraverso una trama rigata.
Lo scopo della tecnica del  "rigatino" è quello di rendere possibile la leggibilità delle parti aggiunte all'opera oggetto di restauro, rispettando così i moderni criteri di distinguibilità. Tuttavia, tale tecnica, essendo rivolta al solo trattamento delle superfici apportate, non va ad ostacolare la veduta d'insieme del manufatto artistico o architettonico, che viene percepito nella sua unità volumetrica e stilistica.
Per la prima volta praticato a Viterbo nella chiesa di Santa Maria della Verità nella cappella Mazzatosta situata a piazza Crispi. La reintegrazione pittorica ha fondamento concettuale nell'opera di Cesare Brandi Teoria e critica del restauro (1963).